# Hinuchische Sprache
Hinuchisch (auch „Ginuchisch“ genannt, Eigenbezeichnung гьинози hinozi oder гьинузас мец hinuzas mec) ist eine nordostkaukasische Sprache, die von ca. 500 Menschen im Dorf Hinuch im Rayon Zunta im Südwesten Dagestans gesprochen wird. Das Hinuchische gehört zu den didoischen Sprachen der Gruppe der awaro-ando-didoischen Sprachen innerhalb der Gruppe der dagestanischen Sprachen, die wiederum zu den (nordostkaukasischen) nachisch-dagestanischen Sprachen gehören.
Das Hinuchische hat keine Dialekte. Die Sprache ist das einzige Merkmal, das die Hinuchen von den benachbarten Völkern unterscheidet. Das Hinuchische ist nahe mit dem Tsesischen und dem Chwarschinischen verwandt, eine mühelose Verständigung ist allerdings nicht möglich.

## Sprecherzahl

Hinuchisch (Nr. 28) im Umfeld der Nordostkaukasischen Sprachfamilie

Angaben über die Anzahl der Sprecher des Hinuchischen sind nicht sehr genau, da sie sich vorwiegend auf Schätzungen stützen. Erstmals erfasst wurden die Sprecher dieser Sprache in der sowjetischen Volkszählung von 1926. In den folgenden Volkszählungen wurden die Hinuchen nicht mehr berücksichtigt und zu den Awaren gezählt. Schätzungen aus den Jahren 1958 und 1967 gehen von etwa 200 Sprechern aus. In der Volkszählung der Russischen Föderation von 2000, als die Hinuchen erstmals seit 1926 wieder erfasst wurden, gaben 525 Menschen an, diese Sprache zu benutzen.
Im Hinblick auf die kleine Anzahl Sprecher, die Auswanderung und das tiefe Prestige der Sprache unter ihren Benutzern wird befürchtet, dass das Hinuchische in den nächsten Jahrzehnten aussterben könnte. Bereits heute spricht es nur noch etwa die Hälfte der Kinder in Hinuch.

## Status
Das Hinuchische wurde nie verschriftlicht, es wird nur in informellen Situationen, v. a. im familiären Bereich, verwendet. Zur Verständigung mit den Nachbarvölkern verwenden die Hinuchen das Zesische oder das Awarische. Als Literatursprache wird ebenfalls das Awarische verwendet, auch das Russische ist verbreitet. An den Schulen lernen die Kinder die ersten fünf Jahre Awarisch, danach Russisch.

## Phonetik
Im Hinuchischen unterscheidet man 6 Vokale (a, e, i, o, u, ü), die jeweils kurz oder lang sein können. Zwei Vokale können außerdem pharyngalisiert auftreten: ˤa and ˤe. Die jüngere Generation ersetzt das ü allerdings durch das i.

## Morphologie
Der Sprachbau ist agglutinierend, wobei hauptsächlich Suffixe verwendet werden.
Hinuchisch ist eine Ergativsprache und hat ein reiches Kasussystem. Als Pluralsuffix wird stets -be verwendet.
Die Tempora werde synthetisch mit Affixen markiert. Wie andere didoische Sprachen unterscheidet das Hinuchische zwischen „erlebter Vergangenheit“ (Endung auf -s oder -š) und „nicht erlebter Vergangenheit“ (Endung auf -no). Das Präsens wird mit dem Suffix -ho markiert, das Futur mit -n (1. Person) oder -s (übrige Personen).
Wie andere Kaukasussprachen besitzt das Hinuchische ein gemischt dezimal-vigesimales Zahlensystem.

## Lexik
Der hinuchische Wortschatz zeigt starke Einflüsse des Awarischen, Tsesischen, Georgischen und Russischen.

## Forschungsstand
Die Hinuchen wurden bereits in mittelalterlichen georgischen Chroniken erwähnt. Erste Informationen über das Hinuchische stammen vom russischen Ethnologen und Reisenden Aleksandr Serschpotowski, der die dagestanischen Bergregionen 1916 bereiste. Weitere Forschungen betrieben D. Imnaischwili, E. Lomtadse und J. Bokarjow. Lomtadse sah das Hinuchische als Dialekt des Tsesischen an, Bokarjow hingegen sieht das Hinuchische als separate Sprache zwischen den west- und den ostdidoischen Sprachen an.